# Christian Hadinata
Christian Hadinata (Purwokerto, 11 december 1949) is een voormalig is een Chinees-Indonesische badmintonner.
Christian stak voor het eerst de neus aan het internationale venster op de Olympische Spelen van 1972, ook al was badminton op dat moment nog een demonstratiesport. Aan de zijde van Ade Chandra won hij het heren dubbel-tornooi. Met Utami Dewi haalde hij nadien nog de bronzen plak in het gemengd dubbel.
Op het wereldkampioenschap van 1977 was er een zilveren medaille weggelegd voor het duo Chandra-Hadinata.
Nadien won Hadinata twee gouden medailles op het wereldkampioenschap van 1980. In het heren dubbel deed hij dat aan de zijde van Ade Chandra, in het gemengd dubbel met Imelda Wiguno.
Drie jaar later slaagde de 34-jarige Hadinata erin om een bronzen plak te halen, ditmaal aan de zijde van Bobby Ertanto in het heren dubbel.
Ook op diverse Aziatische Spelen ging Christian met medailles naar huis.

## Belangrijkste resultaten

### Kampioenschappen
| Jaar | Wereldkampioenschappen | Wereldkampioenschappen | Olympische Spelen | Olympische Spelen |
|      | heren dubbel           | gemengd dubbel         | heren dubbel      | gemengd dubbel    |
| ---- | ---------------------- | ---------------------- | ----------------- | ----------------- |
| 1972 |                        |                        | Goud              | Brons             |
| 1977 | Zilver                 |                        |                   |                   |
| 1980 | Goud                   | Goud                   |                   |                   |
| 1983 | Brons                  |                        |                   |                   |

### Andere toernooien
| Jaar | Heren dubbel                    | Gemengd dubbel |
| ---- | ------------------------------- | -------------- |
| 1979 | All England Open                |                |
| 1980 | All England Open · Denmark Open |                |
| 1981 | All England Open                |                |
| 1983 |                                 | Indonesia Open |
| 1984 | Indonesia Open · Thailand Open  | Indonesia Open |